# Заводила
«Заводила» — радянський художній фільм 1987 року, знятий режисером Юхимом Абрамовим на кіностудії «Азербайджанфільм».

## Сюжет
Телефільм Рауф Байрамов працює у школі завгоспом. Він вміє захопити дітей, перетворивши нудні заняття на гру. Рауфу дуже подобається молоденька вчителька Рена, але вона має нареченого. Минають роки, Рауф стає директором школи, а Рена — його дружиною.

## У ролях
- Нізамі Мусаєв — Рауф
- Аян Міркасимова — Рена
- Лейла Дзіграшвілі — роль другого плану
- Гамлет Хані-заде — роль другого плану
- Рафік Алієв — роль другого плану
- Алі Самедов — Мірзаєв
- Наджиба Бейбутова — роль другого плану
- Нураддін Мехдіханли — роль другого плану
- Вахід Алієв — вчитель
- Наїля Зейналова — роль другого плану
- Ельбрус Вагідов — роль другого плану
- Е. Мірабдуллаєв — роль другого плану
- Кямаля Абдуллаєва — роль другого плану
- Дадаш Казімов — роль другого плану
- Алім Асланов — роль другого плану
- Нурія Ахмедова — Наргіз
- Наджиба Гусейнова — роль другого плану
- Є. Зейналов — роль другого плану
- Насіба Зейналова — роль другого плану
- С. Касімов — роль другого плану
- Логман Керімов — роль другого плану
- Раміз Меліков — роль другого плану
- Ідріс Рустамов — роль другого плану
- Кямран Шахмарданов — роль другого плану
- Гамбар Юсіфов — роль другого плану

## Знімальна група
- Режисер — Юхим Абрамов
- Сценарист — Юхим Абрамов
- Оператор — Рафік Алієв
- Композитор — Джаваншир Кулієв
- Художники — Ельбек Рзакулієв, Рафік Насіров